# Pacte de Sitges
El Pacte de Sitges, més conegut com a Pacto de Sitges, fou un acord signat en aquesta ciutat catalana el 20 de juliol de 1957 entre els dos grans partits de Colòmbia d'aquell moment: el partit lliberal i el conservador.
En l'acord aquests partits es comprometien a treballar units en la restauració de l'ordre democràtic d'aquest país d'Amèrica del Sud, un ordre no existent degut a la dictadura de Rojas Pinilla que va durar fins al 10 de maig de 1957. Així doncs aquest fou el primer acord de transició democràtica a Colòmbia.
Després de l'acord entre els dos grans partits es va convocar al poble colombià a votar en un plebiscit aquest acord. L'acord fixava, bàsicament, que les corporacions públiques serien paritàries entre lliberals i conservadors fins a l'any 1968 i que els càrrecs que no pertanyessin a la carrera administrativa haurien de reflectir una composició equilibrada entre ambdós partits. Finalment aquest acord fou acceptat l'1 de desembre de 1957 amb 4.397.090 vots a favor i 206.864 en contra.
Finalment l'aprovació d'aquest acord es traduiria en la creació del Frente Nacional de Colòmbia, un partit creat l'any 1958 i que seria format tant per liberals com per conservadors i de lideratge rotatori cada 4 anys entre les dues formacions.